# Capital Gate
De Capital Gate ook bekend als de leunende toren van Abu Dhabi is een wolkenkrabber in Abu Dhabi in de Verenigde Arabische Emiraten. 
De architect, het kantoor RMJM, ontwierp het gebouw met een hoek van 18 graden. Het gebouw is 160 meter hoog en 35 verdiepingen hoog. Het telt 16,000 vierkante meter aan kantoorruimte, en 53,100 vierkante meter oppervlakte op de gelijkvloers. De bouw liep van september 2007 tot 2011. De wolkenkrabber is geopend voor publiek op 21 december 2011.